# Usine PSA de Saint-Ouen
L'usine PSA de Saint-Ouen est une ancienne usine du Groupe PSA, située à Saint-Ouen-sur-Seine dans le département de la Seine-Saint-Denis fermée en mars 2021.

## Histoire
Dirigée par Joseph Farcot, la Maison Farcot, qui fabrique de machines à vapeur à Paris depuis 1823, s’établit à Saint-Ouen en 1846. L’usine est pratiquement achevée deux ans plus tard. Sur un site de 4 hectares, délimité par l'avenue du Capitaine-Glarner , la rue Farcot, la rue Louis-Blanc et la ligne de La Plaine à Ermont - Eaubonne, il fait édifier une vaste halle en fer de 824 m2. En 1860, elle occupe 40 000 m2. Elle est établie non loin des Docks de Saint-Ouen et est reliée par un embranchement particulier aux chemins de fer du Nord et de l’Ouest.
En 1878, de nouveaux ateliers sont commandés aux constructeurs Baudet et Donon. En 1915, la  devient propriétaire de l’usine et y fabrique du matériel de guerre. En 1916, le site est acheté par la société Bouhey-SOMUA, pour l’installation d’un atelier d’essais de moteurs à explosion. En 1924 , Citroën devient propriétaire du site, qui devient la première usine d’emboutissage de Citroën, spécialisée dans la production de petites pièces en grande série, à une période de pleine expansion de la circulation automobile. À la fin des années 1920, 3 200 personnes travaillaient pour Citroën à Saint-Ouen.
D'après la mission patrimoine du Département de la Seine-Saint-Denis, trois bâtiments anciens donnant sur la rue Farcot sont encore conservés en 2018, dont une nef métallique des années 1880. 

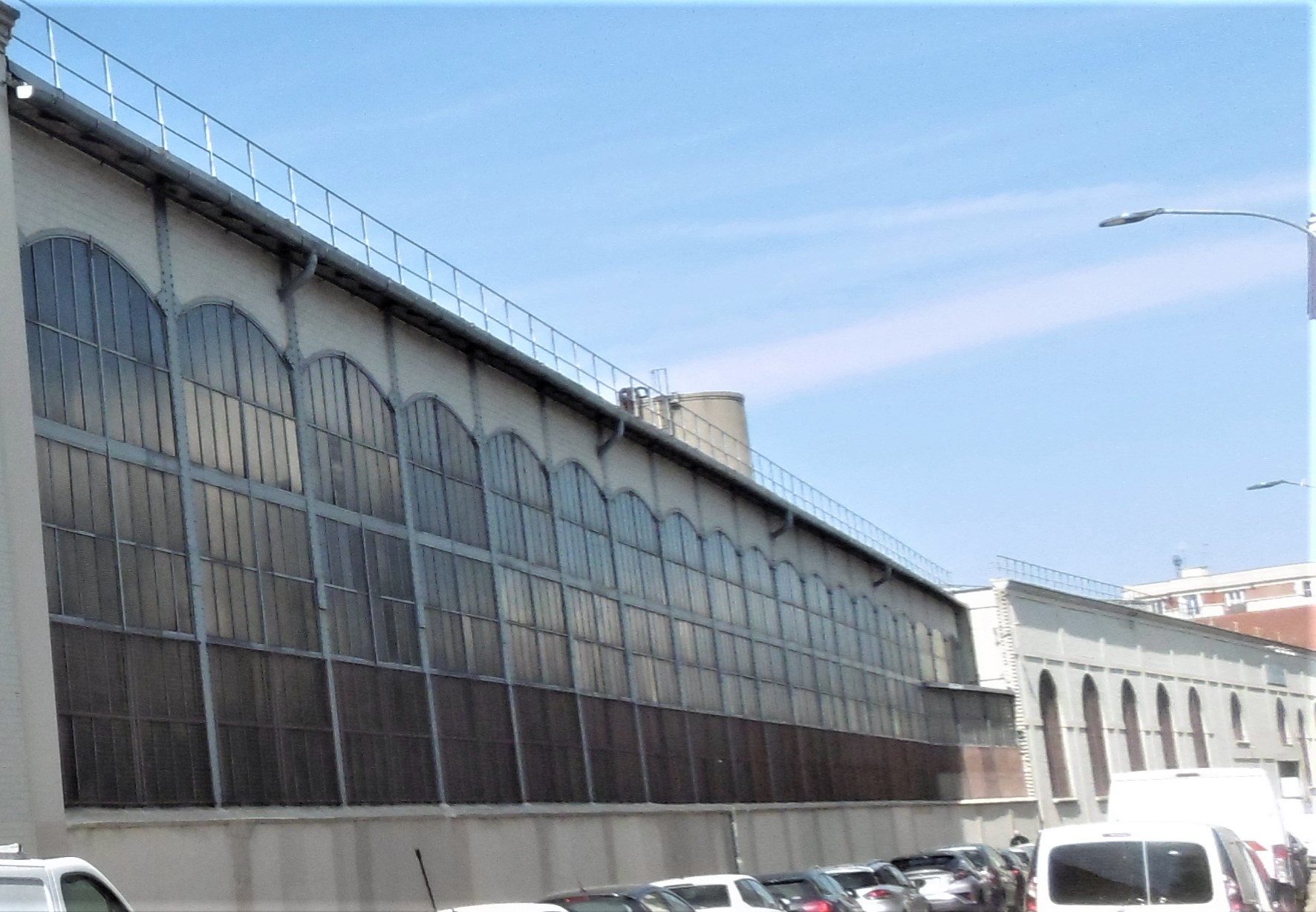
Nef métallique ancienne rue Farcot.

Le deuxième, plus ramassé, diffère par sa toiture à pans inégaux. Le dernier, relié au précédent par des armatures métalliques, est entièrement charpenté par de grosses poutres en bois. Il paraît être le plus ancien et remonter au début de la seconde moitié du XIXe siècle, à l’origine même de l’installation des ateliers. Les murs-pignons en brique de ces halles présentent trois grandes ouvertures inscrites dans des arcs cintrés. La plus grande partie des bâtiments du site originel ont été démolis et remplacés par d’autres à structures béton. 
Dédiée à l’emboutissage, l’usine dispose à une époque de 250 presses, dont certaines d’une puissance de 1 400 tonnes.
L’usine est remise à neuf en 1963, des presses moyennes Raskin sont montées au sein de l’atelier de reprise et les premières lignes de découpe Henry & Wright sont installées, ce qui marque le début de l’emboutissage en outils à suivre.
Malgré la fermeture de l'usine PSA d'Aulnay-sous-Bois en 2014, l'usine continue son activité bien que les réglementations antipollution et les contraintes urbaines contraignent l'activité de ce site de 45 000 m2.
En 2015 y est tourné le film documentaire C'est quoi ce travail ? coréalisé par Luc Joulé et Sébastien Jousse.

## Activité
Le site de Saint-Ouen comporte des ateliers d'emboutissage et de ferrage, ainsi qu'un secteur outillage qui comprend deux activités : process et réalisation de pièces prototypes ; conception et réalisation d'outillages pour l'emboutissage et l'assemblage des pièces.

## Avenir
En avril 2018, il est envisagé que PSA libère cette emprise afin d'y aménager le futur hôpital Grand Paris Nord, à la place du lieu prévu initialement sur les Docks.
Ce site est jugé plus propice pour diverses raisons notamment le fait de mieux connaître l'historique du terrain (même propriétaire et même activité depuis plus d'un siècle) notamment pour les coûts de dépollution. Le terrain des Docks est par ailleurs affecté par de nombreuses contraintes liées à des cessions foncières et des dévoiements de réseaux (électricité, eau etc.) dont le coût est estimé comme moindre sur le site de PSA. 
Le 18 juillet 2018, la Commission nationale du débat public édicte qu'il n'y a pas lieu d'organiser un débat public sur le nouveau projet d'implantation du campus hospitalier universitaire du Grand Paris Nord sur le site PSA.
En novembre 2018, la direction du site informe de la fermeture prochaine du site au plus tard à la mi-2021. Ainsi disparaîtra la dernière usine située en plein cœur de ville qui ne compte plus alors que 324 salariés (contre 630 en 2013) , l’Assistance publique - Hôpitaux de Paris ayant informé la direction de PSA que le site de l'usine était maintenant le seul exploré pour la construction du nouvel hôpital. Un pôle universitaire pourrait s’implanter sur la parcelle voisine, où se trouve un magasin Conforama. Les derniers employés quittent l'usine en mars 2021. Le foncier est vendu par Stellantis à l'AP-HP en novembre 2021, pour un montant non communiqué.

### Filmographie
- 2015 : C'est quoi ce travail ? documentaire de Luc Joulé et Sébastien Jousse.